# Милоје Тодоровић
Милоје Тодоровић (Црнче код Јагодине, 1762 — 1832) био је левачки кнез из Првог српског устанка и Председник владе Кнежевине Србије 1826. године.

## Рођење и учешће у Кочиној крајини
Рођен је 1762. године у селу Црнчу, недалеко од Јагодине, а крштен је у оближњем манастиру Јошаници.
Након избијања аустријско-турског рата 1788. године, приступио је добровољачком одреду аустријског официра Михаила Михаљевића, где је заједно са Карађорђем и осталим саборцима, остао до краја Кочине Крајине. За показану храброст добио је капларски чин, а касније и чин капетана. После Свиштовског мира, потписаног 1791. године, Милоје напушта фрајкор и враћа се у завичај, где наставља да се бави трговином. Око 1803. године, као угледан човек, бива изабран за левачког кнеза, под чијом је влашћу била и област Белица.

## Учешће у Првом српском устанку
Активно учествује у припремама за Први српски устанак, а од велике користи му је одлично познавање турског језика. Током Првог српског устанка предводи устанике из своје кнежине. Заједно Станојем Главашом и Младеном Миловановићем, Стеваном Јаковљевићем, Вулом Коларцем и Јевтом из Обрежа, кнез Милоје је после петодневних борби потукао Турке на Јовањдан 1806. године испред Крушевца. Крајем јануара 1806. године устаничка војска ушла је у Крушевац. Због изузетних заслуга Карађорђе га је 1811. године прогласио војводом. Након слома устанка, са Карађорђем и осталим устаницима, одлази у манастир Фенек на Фрушкој гори. Као успомену на његов боравак остала је Милојева чесма, коју је подарио манастиру.

## Учешће у Другом српском устанку
У Србију се враћа 1814. године и скрива по родном Црном врху, припремајући се за Други српски устанак. Априла 1815. кнежеви браћа Милоје и Панта Тодоровић, предводећи устанике Јагодинске нахије, потукли су у два наврата турску војску на Таборишту, код села Белице. Овим успехом устаници су заузели положаје према Ћуприји и Баточини, штитећи пролаз од Ниша према Београду.
Јуна 1814. године отпочели су први преговори устаничких и турских делегата који су вођени у манастиру Јошаници и селу Белици. Устанике заступа Јован Обреновић, у име кнеза Милоша, јагодински кнез Милоје Тодоровић и каленићки калуђер Неофит. Августа наредне године, преговоре са Марашли Али-пашом, повољно је окончао управо кнез Милоје. У циљу потврђивања услова примирја, кнез Милош Обреновић је, средином августа 1815. године, послао у Цариград депутацију коју је предводио кнез Милоје Тодоровић и Неофит, калуђер манастира Каленић. Султан Махмуд II по коначно утврђеном миру, је даровао кнезу Милоју сребрну сабљу димискију и златом извезену ашу (прекривач за коња) који се чувају у Војном музеју у Београду.

## Каријера у Кнежевини Србији
Кнез Милоје Тодоровић је у миру био совјетник Српске народне канцеларије за јагодинску нахију, потом председник Београдског суда и председник Народног суда у Крагујевцу. Веома се залагао за школство и о трошку је издржавао прву Народну школу у околини Јагодине.
По завршетку државних послова вратио се и живео у свом родном Црнчу. Умро је 1832. године и сахрањен је, по својој жељи, у порти манастира Јошанице.